# مسجد سکینه خانم
مسجد سکینه خانم (انگلیسی: Sakinakhanim mosque) یک مسجد شیعیان و یک بنای تاریخی است که در شهر قوبا در جمهوری آذربایجان واقع شده است.
این مسجد که در سال ۱۸۵۴ میلادی تکمیل شد، توسط سکینه باکیخانووا به افتخار همسرش، عباس‌قلی آقا باکیخانف ساخته شد. این بنا بر اساس مصوبه شماره ۱۳۲ در تاریخ ۲ اوت ۲۰۰۱ میلادی کابینه وزیران جمهوری آذربایجان در فهرست آثار تاریخی و فرهنگی مهم ملی قرار گرفت.